# Gisela Morón
Gisela Morón (Barcelona, 25 de janeiro de 1977) é uma nadadora sincronizada espanhola, medalhista olímpica. 

## Carreira
Gisela Morón representou seu país nos Jogos Olímpicos de 2008, ganhando a medalha de prata por equipes em Pequim. 